# Discriminación positiva en Estados Unidos
En Estados Unidos, la discriminación positiva (en inglés: affirmative action) hace referencia al conjunto de medidas de igualdad de oportunidades en el empleo que contratistas y subcontratistas federales están legalmente obligados a adoptar. Estas medidas están motivadas en prevenir la discriminación en contra de empleados o hacia un solicitante, mediante la discriminación positiva, basándose en "raza, religión, género, o país de origen". Ejemplos de discriminación positiva ofrecidos por el Departamento de Trabajo de los Estados Unidos incluyen campañas de inclusión, reclutamiento específico, desarrollo de empleado y administración, y programas de ayuda al empleado.
A partir de 2024, la retórica de la discriminación positiva ha sido reemplazada cada vez más por el énfasis en la diversidad, equidad e inclusión (DEI) y nueve estados prohíben explícitamente su uso en el proceso de empleo. En 2023, la Corte Suprema rechazó explícitamente la discriminación positiva basada en la raza en las admisiones universitarias en Students for Fair Admissions v. Harvard. El alto tribunal sostuvo que los programas de discriminación positiva «carecen de objetivos suficientemente enfocados y mensurables que justifiquen el uso de la raza, inevitablemente emplean la raza de manera negativa, implican estereotipos raciales y carecen de puntos finales significativos. Nunca hemos permitido que los programas de admisión funcionen de esa manera y no lo haremos hoy».